# Johannes Camhout
Johannes Camhout (Middelburg, 5 maart 1739 – aldaar, 21 november 1797) was een Nederlands beeldhouwer.

## Leven en werk
Camhout was een zoon van Marinus Camhout en Anna Stellenaer. Hij werd in 1774 proefmeester van de steenhouwers bij het Sint-Lucasgilde in zijn woonplaats en werd er uiteindelijk deken, tot de opheffing van het gilde in 1795. Hij was daarnaast betrokken bij de oprichting van de Middelburgse Tekenacademie in 1777 en werd meester tekenkunde aan de academie.
Camhout maakte onder de frontispice en wapentrofeeën voor de door Coenraad Kayser gebouwde zijgevel van het stadhuis van Middelburg (in 1940 verwoest) en diverse grafmonumenten.
Johannes Camhout bleef ongehuwd. Hij overleed op 58-jarige leeftijd.

## Enkele werken
- bouwbeeldhouwwerk aan uitbreiding stadhuis van Middelburg (1780-1784)
- grafmonument voor mr. Isaac Hurgronje (1724-1776), ambachtsheer van 's-Heer Arendskerke, Heinkenszand, Ovezande, enz., en zijn vrouw Johanna van Dishoek 1734-1766) in de Dorpskerk van Heinkenszand[5]
- grafmonument voor Daniel Octavius Barwell, omgekomen bij de ramp met het schip Woestduin (1779), in de Grote Kerk van Vlissingen
- grafmonument Gregorie in de Schotse kerk, Veere

## Fotogalerij

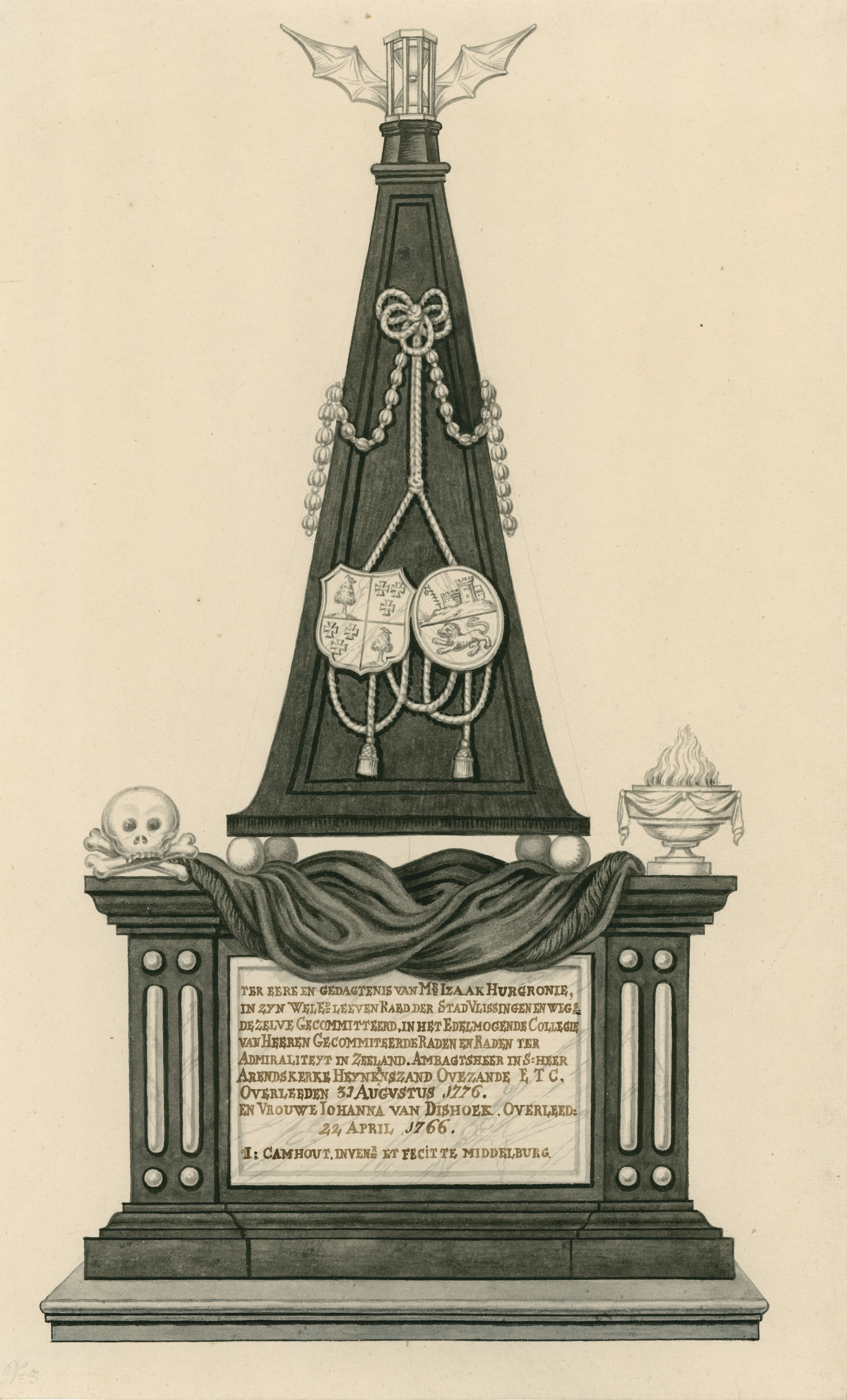
Tekening grafmonument Hurgronje
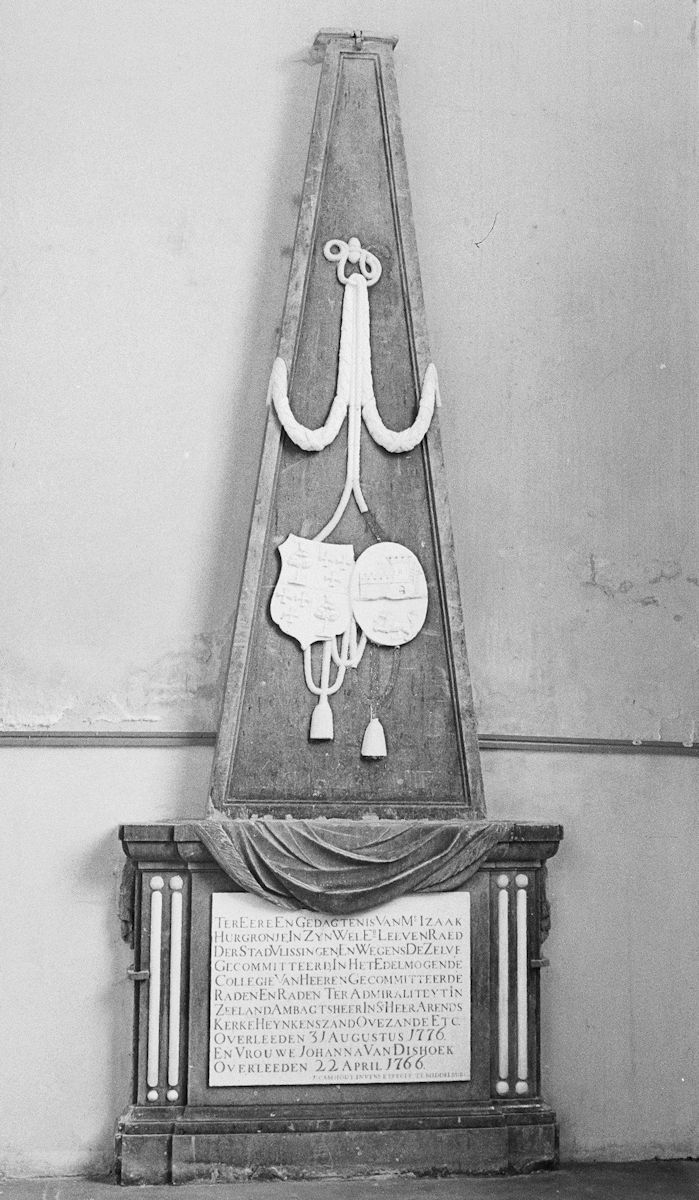
Grafmonument Hurgronje in 1966
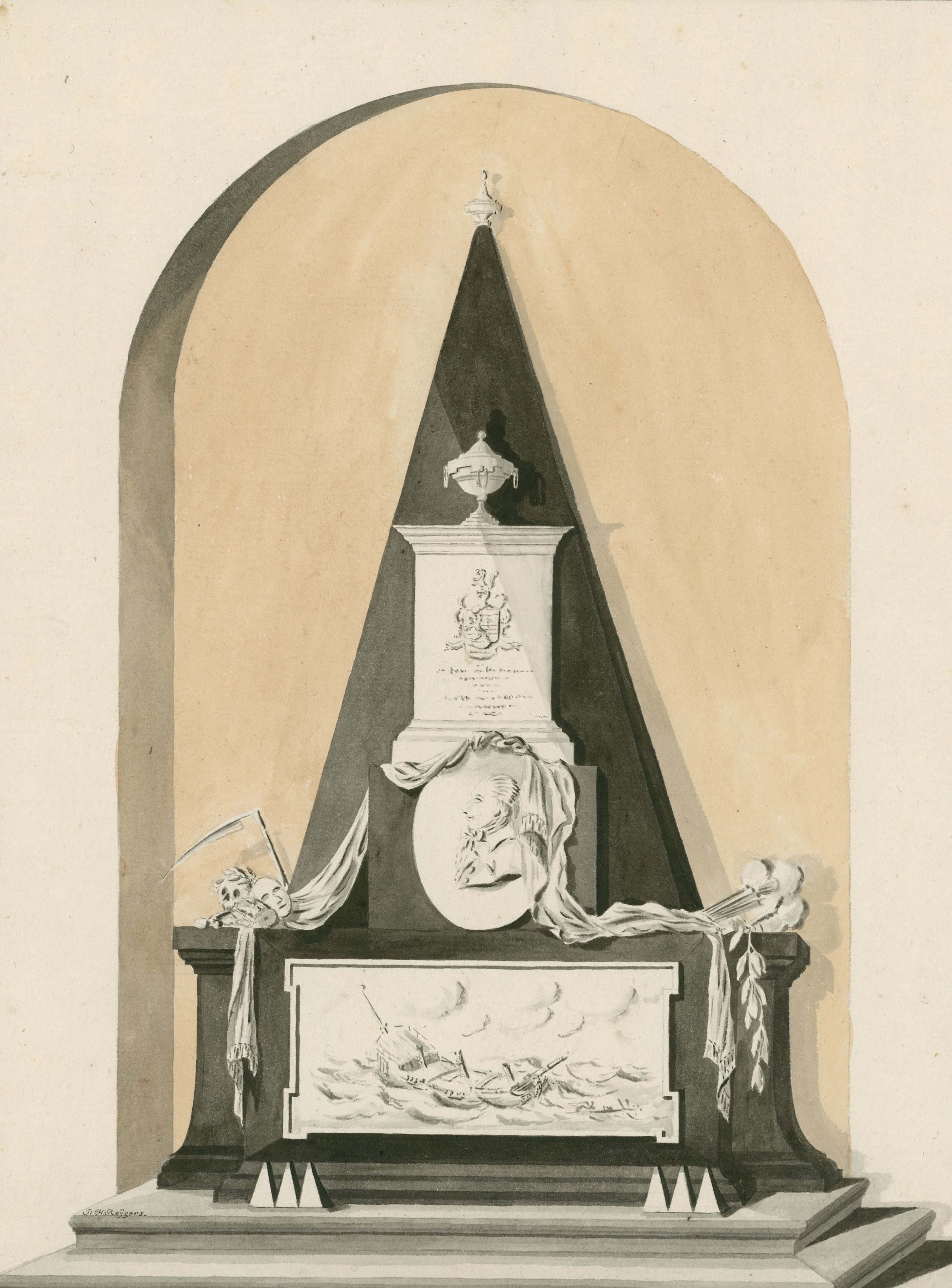
Tekening grafmonument Barwell
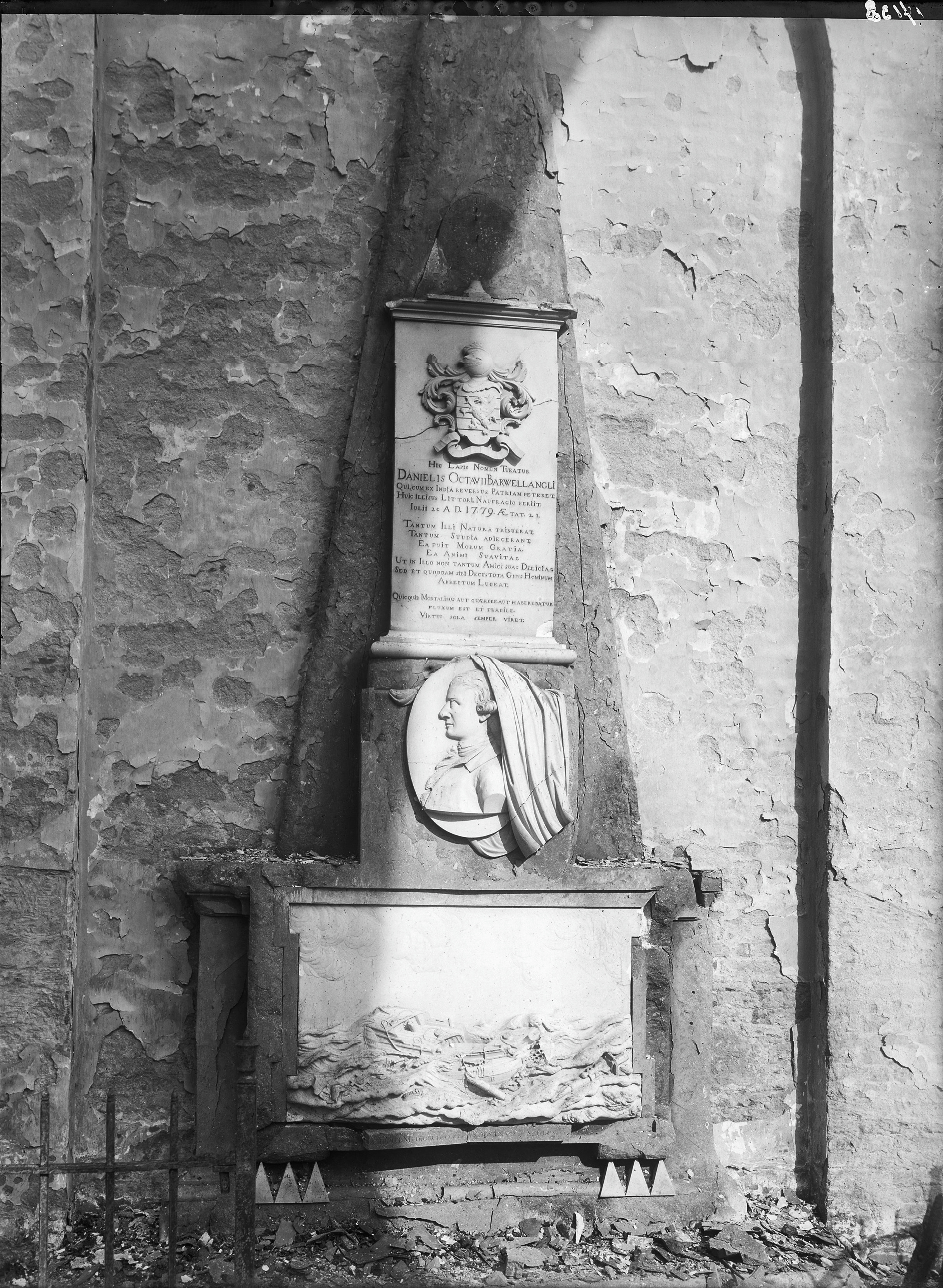
Grafmonument Barwell na brand in 1911